# Kuncberk (vrch)
Kuncberk (215 m n. m.) je vrch v okrese Nymburk Středočeského kraje. Leží asi 1 km ssv. od městyse Křinec na jeho katastrálním území. Na jeho vrcholku se nacházejí zbytky stejnojmenného hradu.

## Popis
Je to nízký svědecký pahorek (o relativní výšce 10–15 metrů) ze svrchnoturonských až coniackých slínovců (s křemitými polohami), zvedající se při pravém okraji údolí Mrliny. Roste zde převážně dubový lesík s příměsí jasanu, olše a jilmu.
Původní ráz vrchu je zcela pozměněn vysokými valy a příkopy hradiště ze slovanské doby, později zde byla středověká tvrz, pak hrad a do roku 1891 zámek (dnes nepatrné zbytky).

## Geomorfologické zařazení
Geomorfologicky vrch náleží do geomorfologicky do celku Středolabská tabule, podcelku Mrlinská tabule, okrsku Rožďalovická tabule, podokrsku Křinecká tabule